# Iván Molina
Iván Molina es un exjugador de tenis nacido el 16 de junio de 1946 en Maceo, Colombia. Su juego es zurdo. Es el primer tenista colombiano en ganar un torneo de Grand Slam tras obtener en 1974 el título de Roland Garros en la modalidad de dobles mixto junto a Martina Navratilova.  También consiguió un título ATP en dobles el año 1974. Su mejor ranking en individuales fue 40.º del mundo.
Tiene un historial favorable (1-0) frente a Rod Laver.

## Títulos

### Individuales
| Leyenda                |
| Grand Slam (0)         |
| Tennis Masters Cup (0) |
| ATP Masters Series (0) |
| ATP Tour (0)           |

### Finalista en individuales
- 1975: Niza (pierde ante Dick Crealy)
- 1975: Teherán (pierde ante Eddie Dibbs)

### Dobles
| Leyenda                |
| Grand Slam (1)         |
| Tennis Masters Cup (0) |
| ATP Masters Series (0) |
| ATP Tour (1)           |

#### Grand Slam (dobles mixto)
| N.º | Fecha | Torneo                 | Superficie    | Pareja                                | Oponentes en la final                                 | Resultado |
| --- | ----- | ---------------------- | ------------- | ------------------------------------- | ----------------------------------------------------- | --------- |
| 1.  | 1974  | Roland Garros, Francia | Tierra batida | Martina Navratilova ( Checoslovaquia) | Marcelo Lara ( México) / Rosie Reyes Darmon ( México) | 6–3, 6–3  |

#### ATP Tour
| N.º | Fecha               | Torneo             | Superficie    | Pareja                   | Oponentes en la final                                              | Resultado       |
| --- | ------------------- | ------------------ | ------------- | ------------------------ | ------------------------------------------------------------------ | --------------- |
| 1.  | 21 de julio de 1974 | Kitzbühel, Austria | Tierra batida | Jairo Velasco (Colombia) | Frantisek Pala (República Checa) / Balazs Taroczy (Estados Unidos) | 2-6 7-6 6-4 6-4 |

### Finalista en dobles
- 1974: Birmingham (junto a Nicholas Kalogeropoulos, pierden ante Ian Fletcher y Sandy Mayer)
- 1974: Calgary (junto a Jairo Velasco, pierden ante Jurgen Fassbender y Karl Meiler)
- 1974: Salt Lake City (junto a Jairo Velasco, pierden ante Jimmy Connors y Vitas Gerulaitis)
- 1977: Florencia (junto a Jairo Velasco, pierden ante Chris Lewis y Russell Simpson)
- 1979: Burdeos (junto a Bernard Fritz, pierden ante Patrice Dominguez y Denis Naegelen)
- 1979: Quito (junto a Jairo Velasco, pierden ante Jaime Fillol y Álvaro Fillol)